# Лисиціан Тамара Миколаївна
Лисиціан Тамара Миколаївна — радянський, російський режисер і сценарист ігрового та документального кіно. Заслужений діяч мистецтв РРФСР (1985).

## Біографічні відомості
Народилася 3 березня 1923 р. в Тифлісі. Закінчила режисерський факультет Всесоюзного державного інституту кінематографії (1959, майстерня С. Юткевича). Працювала на студії «Мосфільм». 
Режисер-постановник ряду картин: «Сомбреро» (1959), «Цибуліно» (1972), «На Гранатових островах» (1981), «Таємниця вілли „Грета“» (1983), «Загадковий спадкоємець» (1987) та інші.
На Одеській кіностудії поставила картину «Чарівний голос Джельсоміно» (1977, т/ф, 2 с; також автор сценарію).
Т. М. Лисиціан померла 29 листопада 2009 року. Похована в Москві на Ваганьковському кладовищі.